# Senioren-Convent zu Leipzig

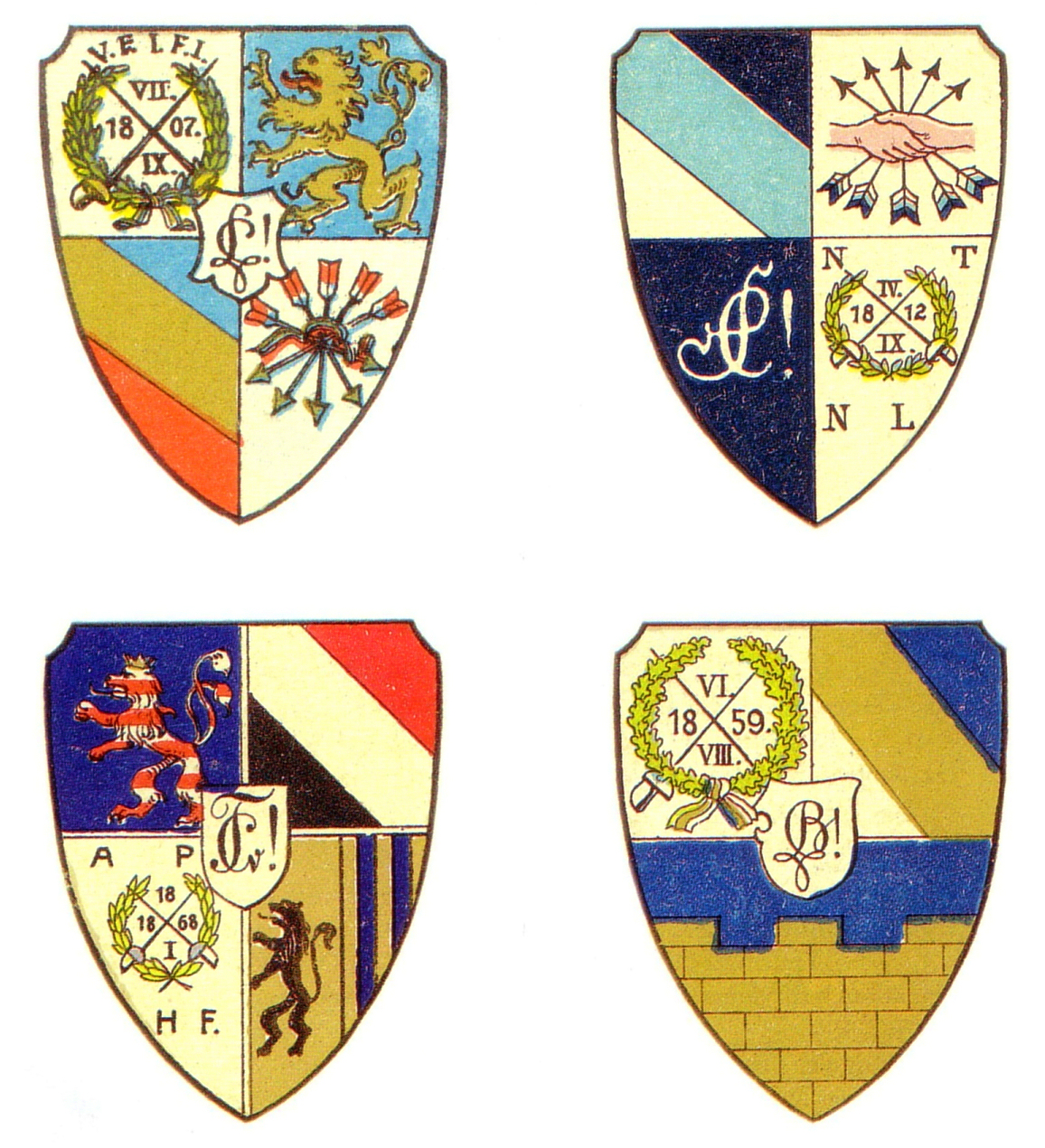
Die Leipziger Corps beim 500-jährigen Jubiläum der Universität Leipzig (1909)

Der Senioren-Convent zu Leipzig ist der Zusammenschluss der Corps an der Universität Leipzig.

## Geschichte
Die 1409 gegründete Universität Leipzig gliederte sich nach dem Vorbild der Karls-Universität Prag in vier Nationes: die meißnische, baierische, sächsische und polnische. Zur polnischen gehörten auch die aus der Lausitz und aus Schlesien stammenden Studenten. Ebenfalls nach ihren Herkunftsregionen schlossen sich Studenten in privaten landsmannschaftlichen Vereinigungen zusammen. Neben ihnen bestanden seit Mitte des 18. Jahrhunderts auch Studentenorden. An ihre Stelle traten die neuzeitlichen Landsmannschaften (Corps) Lusatia, Misnia (I) und Thuringia (I). Der von ihnen 1807 gebildete erste SC übernahm im Comment von 1808 von den alten Landsmannschaften die Rekrutierung nach Herkunftsregionen.  Er bekämpfte die Orden, betonte aber wie diese die Pflege der Freundschaft innerhalb des engeren Bundes und die Wahrung eines eigenen studentischen Standesbewusstseins in der Ständegesellschaft. Es misslang der Versuch einer Adligen Fechtgesellschaft, die Vormachtstellung des SC zu beseitigen; die Auseinandersetzungen führten aber zur Relegation der verantwortlichen Lausitzer und des Thüringerseniors Theodor Körner. Viele Aktive kämpften in den Befreiungskriegen mit und teilten die in der Studentenschaft herrschenden nationalen und liberalen Ideen. Der SC war daher 1817 auf dem Wartburgfest vertreten; er widersetzte sich aber der Urburschenschaft und blieb unabhängig. Lusatia und die 1812 hinzugetretene Saxonia bildeten ununterbrochen den Kern des im 19. Jahrhundert unterschiedlich zusammengesetzten SC. Außer ihnen blieben dauerhaft nur Thuringia (1847) und Budissa (1859) bestehen. Das Corps Guestphalia I (1847) bestand nur zwei Monate. Die 1849 gestiftete Guestphalia II suspendierte 1904 und ist erloschen.
Der SC zu Leipzig war Mitbegründer des Allgemeinen SC Jena–Leipzig–Halle (1821) und des Kösener SC-Verbandes (1848); auf der Corpsversammlung am 15. Juli 1848 in Jena war der Leipziger SC durch einen Lausitzer vertreten. Nach Lusatia, Saxonia und Misnia (III) wurde eine „eben entstandene“ Verbindung Thuringia am 18. August 1848 als „viertes Corps“ in den SC rezipiert; aber „bereits am 9.12.1848 meldete sie wieder ihren Austritt an, um künftig als Landsmannschaft fortzubestehen“. Thuringia wurde am 15. Mai 1850 wieder in den SC aufgenommen, bestand aber nur bis 17. November 1852. Die heutige Thuringia (IV) wurde am 20. Februar 1863 als Landsmannschaft gestiftet und am 6. März 1868 in den SC rezipiert.

### Vorort
Der SC zu Leipzig war 1860, 1861, 1875, 1896 und 1914 Vorort des KSCV.

### Sonstiges
Ein Leipziger Kommersbuch von 1816 mit Widmung von Heinrich Moritz Chalybäus ist im Archiv des Corps Thuringia Leipzig erhalten.

### Stellung zur Universität
Der SC zu Leipzig verstand sich über hundert Jahre als Interessenvertreter der Leipziger Studentenschaft. Die Universität legte auf seine Mitarbeit bei der Organisation von Hochschulfeiern Wert; das geschah bereits bei dem Festzug zum 400-jährigen Universitätsjubiläum 1809. Andererseits verfolgte das Universitätsgericht die studentischen Mensuren im 19. Jahrhundert als „Duelle“. Zahlreiche Aktive des SC wurden mit Karzer oder Relegation bestraft.
Mehrfach war der SC in der Hochschulpolitik aktiv:
- Auf der allgemeinen Studentenversammlung 1844 setzte er sich für Einführung der Hörfreiheit und Abschaffung des Testierzwanges, die Einrichtung eines Turnplatzes für die Studenten und eine Revision der Karzerordnung ein. Die für den SC von Friedrich Heinrich Immisch unter der amtlichen  Bezeichnung „Immisch und Consorten“ verfasste Petition an den Akademischen Senat prangerte Missstände im Karzerwesen an und bewirkte eine Neuordnung.[11]

- Der SC  grenzte sich 1869 scharf von allgemein-politischen Bestrebungen der Burschenschaft ab, betonte seine auf die Hochschulpolitik festgelegte Linie und setzte sich im Gegensatz zur Burschenschaft für die Autonomie der Universität, insbesondere die Beibehaltung der akademischen Gerichtsbarkeit ein. Der SC ließ die von Ferdinand Lindner verfasste Kampfschrift drucken und verschickte sie an die verantwortlichen Politiker und Behörden.[12]

- Federführend beteiligte sich der SC 1911 am Aufbau eines neuen allgemeinen Studentenausschusses an der Universität Leipzig.[13]

### Suspension und Ersatzcorps
Wegen Verstoßes gegen die Disziplinarordnung bestrafte das Universitätsgericht 1887 den gesamten SC mit einer Suspension von drei Semestern, weil er nach den damals herrschenden Ehrbegriffen über eine andere Verbindung den Verruf verhängt hatte.
Die mit eigenen Farben und Zirkeln getarnten „Ersatzcorps“ Cimbria (Lusatia), Neoborussia (Saxonia), Rhenania (Thuringia) und Frisia (Guestphalia) setzten den SC mit der 1888 rekonstituierten Misnia III fort. Das Leben des SC im Dreikaiserjahr hat der bei Cimbria (Lusatia) aktiv gewesene Schriftsteller Walter Bloem später literarisch verarbeitet.

### Gleichschaltung und Neuanfang
Unter dem Druck des egalitären Nationalsozialismus löste der SC sich 1935/36 auf. Um das Corpsstudententum an die junge Generation weiterzugeben, unterstützten die Altherrenschaften der vier Corps seit 1937 die gemeinsame SC-Kameradschaft Markgraf von Meißen  im Nationalsozialistischen Deutschen Studentenbund. Aus ihr konstituierten Angehörige der Leipziger Studentenkompanien im Zweiten Weltkrieg das Corps Misnia IV. Als es in der Nachkriegszeit nach dem Zweiten Weltkrieg in Deutschland seinen Sitz nach Erlangen verlegt hatte, wurde es von Vertretern der vier Altherrenschaften 1948 als SC-Nachfolgecorps anerkannt, nachhaltig unterstützt aber nur von den Lausitzern. Die Meißner suspendierten 1949 und führten die gleichzeitig rekonstituierte Lusatia in Erlangen weiter. Die vier alten Leipziger Corps gingen nun unterschiedliche Wege:
- Lusatia gehörte von 1958  bis 1992 dem Berliner SC an, begann aber sofort nach der deutschen  Wiedervereinigung 1990 den aktiven Betrieb auch in Leipzig und erhielt vom oKC 1992 als Einzelcorps bis 2001 die Rechte  eines SC zu Leipzig.
- Saxonia bestand seit 1951 in Frankfurt am Main und ab 1973  in Augsburg. 2002 kehrte sie nach Leipzig zurück.
- Thuringia schloss sich 1953 mit ihren Alten Herren dem Kartellcorps Rhenania Bonn an, rekonstituierte 1971 in Saarbrücken, unterhielt 1992/93 einen Zweitsitz in Leipzig und kehrte 2001 endgültig dorthin zurück.
- Budissa schloss sich mit einem Teil ihrer Alten Herren 1953 zunächst der befreundeten Makaria-Guestphalia in Würzburg an, rekonstituierte aber 1984 selbstständig in Passau und blieb dort.

Der nun aus drei Corps bestehende SC zu Leipzig hat 2005 seinen Comment neu gefasst. Für das Fechtwesen gilt der Comment des Mitteldeutschen Consenioren-Convents, der weitgehend dem Glockenschläger-Paukcomment des Berliner SC entspricht.
Die Chargenzeichen sind xxx, xx, x.

## Guestphalia Leipzig
Eine erste Guestphalia mit den Farben grün-weiß-schwarz bestand vom 26. Juni 1847 bis zum 1. September 1847. Die Kösener Korps-Listen von 1910 verzeichnen 10 Mitglieder, darunter Bernhard von Friesen, Wilhelm Petri und Ludwig Emil Puttrich.
Bernhard von Schönberg stiftete die Guestphalia II am 9. Juni 1849 als Landsmannschaft. Das Couleur waren die „westfälischen“ Farben grün-weiß-schwarz. Am 6. März 1855 in den SC zu Leipzig recipiert, beteiligte sich das Corps am 26. Mai 1855 an der Neukonstitution des HKSCV. Als der SC am 12. März 1887 durch die Universität suspendiert wurde, stiftete Guestphalia eine „Frisia“. Sie hatte die Farben weiß-grün-weiß mit silberner Perkussion und grüner Mütze. Die Suspendierung endete am 10. September 1888. Vom 12. Januar 1895 bis zum 21. Juli 1899 wieder suspendiert, stellte das Corps den aktiven Betrieb am 20. Oktober 1904 endgültig ein. Es stand im Kartell mit dem Corps Friso-Luneburgia Göttingen und war befreundet mit dem Corps Guestphalia Bonn. Unter den 302 Mitgliedern (1910) sind Woldemar Born, Friedrich Brütt, Karl Buff, Carl Credé, Leo Eichstaedt, Friedrich Falk, Julius Goerdeler, Robert Hagedorn, Kurt von Hertzberg, Theodor Kölliker, Carl Kurtz, Paul Liepmann, Richard Lucke, Philipp Meyer, Otto Georg zu Münster-Langelage, Louis Niemeyer, Ernst Plenio, Gustav von Salmuth, Hermann Schreyer, Erich von Siegfried, Franz Carl Stradal, Bernhard Strödel, Adolf Thiele und Ernst Wollenberg. An Unterlagen sind erhalten:
- Annalen der Landsmannschaft Guestphalia, Vorgeschichte und 1848–1855.
- Revidierte Constitution des Corps Guestphalia vom August 1862.
- Paukbuch der Guestphalia Leipzig mit den Mensuren vom SS 1849 bis zum WS 1869/70 mit Mensurstatistik für diesen Zeitraum, dazu Protokolle zweier Pistolensuiten (SS 1860, WS 1869/70).
- CC-Protokolle Band VI (7. Januar 1869–27. Juli 1874).

## Einzelnachweise

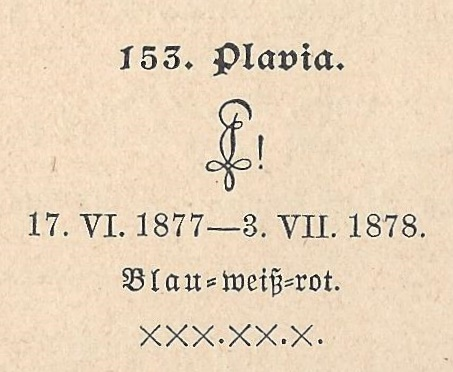
Plavia in den KKL (1910)